# ستانيسلاف سوروكين
ستانيسلاف سوروكين (17 فبراير 1941 – 2 فبراير 1991) هو ملاكم من الاتحاد السوفيتي راحل، مثّل بلاده في الألعاب الأولمبية الصيفية 1964.

## روابط خارجية
ستانيسلاف سوروكين على موقع أوليمبيديا (الإنجليزية)